# 萧朝贵
萧朝贵（约1820年—1852年），廣西武宣县河马乡人，漢族，家境贫苦，到桂平紫荆山耕山烧炭度日。后加入洪秀全、冯云山“拜上帝会”。太平天国天王洪秀全所封五王中之西王，稱八千歲。萧朝贵是太平天国早期的重要领袖，常以「天兄下凡附体上身」發佈命令，是金田起义核心领导人之一。1852年9月攻長沙時阵亡。
其封号为「真天命太平天国傳救世主天兄基督太子圣旨圣神上帝之雨电右弼又正军师西王八千岁」。

## 生平
蕭朝貴早年生活貧困，加入拜上帝會後，自1848年開始假托「天兄下凡」（耶穌附身）向會眾發佈命令，他和假托「天父下凡」（耶和華附身）的楊秀清逐漸取得拜上帝會的領導權。
金田起義後，蕭朝貴在1851年3月23日被封為「右弼又正軍師」，領前軍主將，12月17日「永安封王」時加封西王。蕭朝貴作戰勇敢，多次立功，在1852年9月攻長沙時被清軍炮火擊中，重伤不治。

## 家庭
传说萧朝贵的妻子是楊宣嬌，稱天父第六女，所以洪秀全稱蕭朝貴為妹夫。他的妻子以往被認為是洪秀全的妹妹洪宣嬌，甚至太平軍名將李秀成也在獄中自述說「天王妹子嫁其為妻」，有历史学者认为不确，并无洪宣娇此人，应为杨宣娇。杨宣娇仿照洪秀全“丁酉异梦”，编织了一个几乎一模一样的神话，自称在丁酉年间，彼曾患大病，卧床如死去，其灵魂升天，即闻一老人对其言曰：‘十年以后，将有一人来自东方，教汝如何拜上帝，汝当真心顺从’。奠定了天父之女的身份，但没有说是天父的第六女。
他有兩子，長子蕭有和，次子蕭有福。蕭有和襲爵為幼西王，在太平天國後期深得洪秀全信任，天京失陷後被清軍殺死。

## 個人特質
蕭朝貴是太平軍的驍將，統領數萬兵馬，在戰場上威風豪邁；但私底下卻是個愛護妻子的好丈夫。據說他常為他妻子打洗腳水，即使他妻子並不樂意一位馬上殺敵的大將軍竟如此「低三下四」地為女子洗腳，蕭朝貴仍不以為意。在以大男人主義盛行的中國，可說是奇異之數。蕭朝貴為人勤懇，又比楊秀清通情達理。他和南王馮雲山的犧牲，不單是太平天國的損失，也使得楊秀清、韋昌輝等人在瘋狂擴權時缺乏有力的制衡力量。

## 影響
蕭朝貴假托「天兄下凡」，對於早期拜上帝會信仰之團結起積極的作用。另一方面，他與楊秀清合作，利用天父天兄下凡的把戲，逐漸從創立拜上帝會的洪秀全及馮雲山手上取得拜上帝會的領導權，對太平天國日後的發展產生重大影響。

## 子女
- 長子萧有和，被封幼西王
- 次子萧有福，被封幼南王（過繼馮雲山）